# Goulbolba-Hill-Massaker
Das Goulbolaba-Hill-Massaker an Aborigines ereignete sich im Jahre 1869. Der Vorfall wurde mündlich durch die Gemeinschaft der weißen Siedler am Nagace-River westlich von Rockhampton in Queensland in Australien einem Korrespondenten des Rockhampton "Morning Bulletin" im August 1899 berichtet.
Die lokalen Aborigines wehrten sich gegen die Landnahme ihres Stammesgebietes durch die britischen Kolonialisten und befanden sich in gewalttätigen Auseinandersetzungen mit ihnen, da ihre traditionelle Lebensgrundlage zerstört wurde. Als ein Schafhirte der St.-Helen-Station in der Goulbolaba-Region verstümmelt und durch einen Speer getötet aufgefunden wurde, wurde Frederick Wheeler, der seit dem 17. August 1848 das Kommando des Native-Police-Corps in Queensland führte, von den Viehzüchtern zur Hilfe gerufen. Ein Schwarzer, der an der St.-Helen-Station arbeitete, erhielt davon Kenntnis und warnte die Mitglieder dieses Aborigines-Clan, die sich in Kenntnis der Gewalttätigkeit von Wheeler am Goulbolaba Hill zurückzogen. Wheeler fand die Spuren der Aborigines und kam am folgenden Tag mit etwa 100 bewaffneten Weißen an den Goulbolaba Hill, wo ein Massaker stattfand, bei dem etwa 300 Männer, Frauen und Kinder des Clans getötet wurden.